# Esther González
Esther González Rodríguez, född den 8 december 1992, är en spansk fotbollsspelare.

## Karriär
Esther González inledde sin seniorkarriär i Algaidas år 2007. Hon har även spelat för bland annat Levente, Málaga CF och Sporting de Huelva innan hon 2021 värvades av Real Madrid. År 2023 kontrakterades hon av Gotham FC. Hon har även representerat den spanska damlandslaget där hon debuterade år 2016.
Esther González ingick i det spanska lag som tog guld vid VM 2023.